# Tervaskanto
«Tervaskanto» — четвертий студійний альбом фінського фольк-метал-гурту Korpiklaani. Реліз відбувся 26 червня 2007 лейблом Napalm Records.

## Список композицій
| #     | Назва                                                | Тривалість |
| ----- | ---------------------------------------------------- | ---------- |
| 1.    | «Let's Drink»                                        | 2:43       |
| 2.    | «Tervaskanto» ("Resinous Stump")                     | 3:54       |
| 3.    | «Viima» ("Icy Wind")                                 | 3:33       |
| 4.    | «Veriset äpärät» ("Bloody Bastards Children")        | 4:27       |
| 5.    | «Running with the Wolves»                            | 3:53       |
| 6.    | «Liekkiön isku» ("The Revenge of Liekkiö")           | 2:56       |
| 7.    | «Palovana» ("Inner Fire")                            | 5:04       |
| 8.    | «Karhunkaatolaulu» ("Bear Hunt Song")                | 2:52       |
| 9.    | «Misty Fields»                                       | 3:25       |
| 10.   | «Vesilahden veräjillä» ("At the Gates of Vesilahti") | 6:58       |
| 11.   | «Nordic Feast»                                       | 2:46       |
| 42:31 |                                                      |            |

## Учасники запису
- Йонне Ярвеля – вокал, йойк, електрогітара, акустична гітара, мандоліна
- Матті "Матсон" Йоханссон — ударні, задній вокал
- Яркко Аалтонен — бас-гітара
- Калле "Кейн" Савіярві — гітари, задній вокал
- Юхо Кауппінен — акордеон,  гітари, задній вокал
- Яакко "Хіттавайнен" Лемметтю — скрипка, йоухікко, волинка, губна гармоніка

## Чарти
| Чарт (2007)           | Місце |
| --------------------- | ----- |
| German Albums Chart   | 85    |
| Finnish Albums Chart  | 36    |
| Japanese Albums Chart | 83    |